# Różańsko
Różańsko [ruˈʐaɲskɔ] (trước đây là Rosenthal của Đức) là một ngôi làng thuộc khu hành chính của Gmina Dębno, thuộc quận Myślibórz, West Pomeranian Voivodeship, ở phía tây bắc Ba Lan.
Nó nằm khoảng 15 kilômét (9 mi) phía đông bắc Dębno, 11 km (7 mi) phía tây nam Myślibórz và 65 km (40 mi) phía nam thủ đô khu vực Szczecin.
Làng có dân số 638 người.